# Butz (Francia)
Butz era una comuna francesa que estaba situada en el departamento de Ardenas, de la región de Gran Este, que en 1828 se fusionó con la comuna de Balaives, formando la comuna de Balaives-et-Butz.

## Demografía
| Gráfica de evolución demográfica de Butz entre 1793 y 1821 |
|                                                            |

Los datos demográficos contemplados en este gráfico se han cogido de la página francesa EHESS/Cassini.